# Hidalgo, Texas
Hidalgo là một thành phố thuộc quận Hidalgo, tiểu bang Texas, Hoa Kỳ. Năm 2010, dân số của xã này là 11198 người.

## Dân số
- Dân số năm 2000: 7322 người.
- Dân số năm 2010: 11198 người.